# St. Johann in Tirol

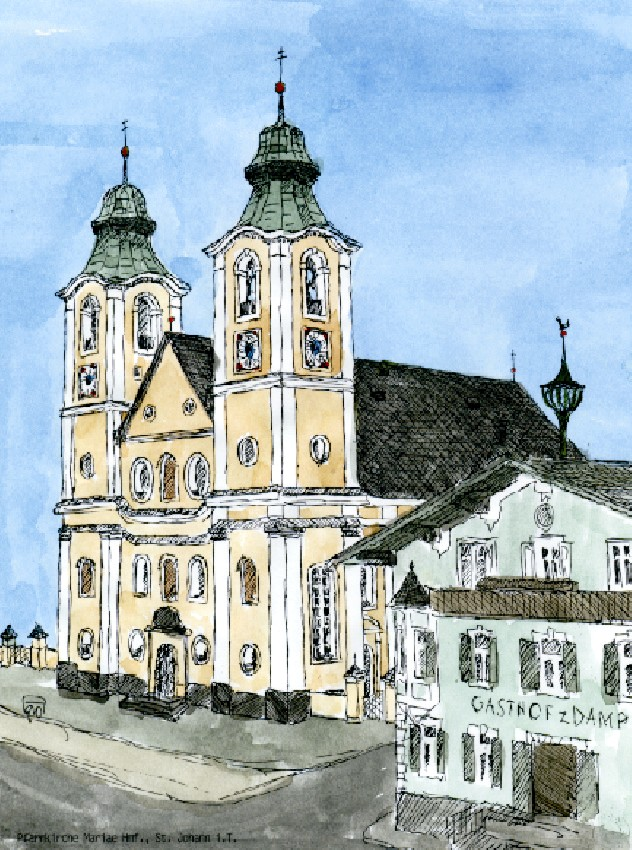

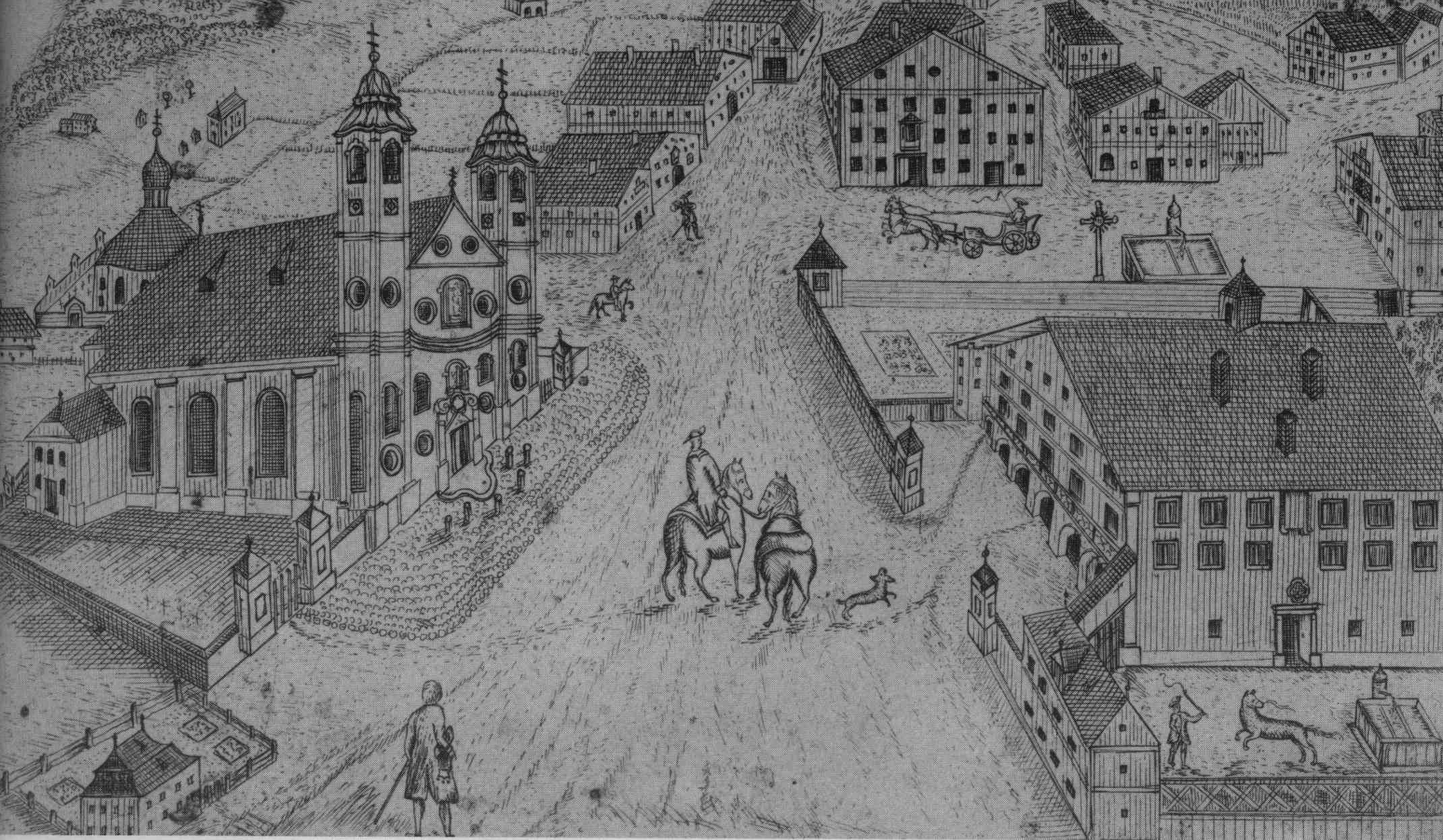
St. Johann in Tirol 1740

 St. Johann in Tirol [ˈʂɑnkʈ Johann in Tirol] est une ville autrichienne, située dans le Tyrol ; c'est une station de sports d'hiver, axée principalement sur le ski alpin ; elle est considérée dans le milieu comme l'un des plus beaux plateaux proposés.

## Géographie

### La position
St. Johann au Tyrol se trouve dans une vaste cuvette entre le massif « Wilder Kaiser » et le « Kitzbüheler Horn » au centre du district de Kitzbühel. Les trois rivières Kitzbüheler Ache, Reither Ache et Fieberbrunner Ache forment ensemble le Großache, appelé Tiroler Ache en Bavière, Allemagne. Le centre de St.Johann se trouve à une altitude de 660 m au-dessus de la mer, le point culminant est le « Maukspitze » avec une altitude de 2231 m. La commune a une surface de 5915 hectares.

### Les quartiers
Le village est composé des quartiers suivants : Almdorf, Apfeldorf, Bärnstetten, Berglehen, Fricking, Hinterkaiser, Mitterndorf, Niederhofen, Oberhofen, Reitham, Rettenbach, Scheffau, Sperten, Taxa, Weiberndorf, Weitau, Winkl Schattseite, Winkl Sonnseite

### Communes voisines
Les communes limitrophes sont Fieberbrunn, Going am Wilden Kaiser, Kirchdorf in Tirol, Kitzbühel, Oberndorf in Tirol et Sankt Ulrich am Pillersee.

## L’histoire
St. Johann se trouve dans le « Leukental », c’est une vallée qui va de Jochberg à la frontière bavaroise. Au IVe siècle av. J.-C. cette région a été peuplée par les Ambisontiers, un peuple celte, qui extrayait du cuivre.
Au VIIIe siècle les missionnaires ont construit une église baptismale à St. Johann qui était consacrée à Jean Baptiste et dont est dérivé le nom du village. L’église « Sankt Johannes » n’est documentée qu’en 1150.
Depuis 1446 les évêques de « Chiemsee » sont responsables de la paroisse de St. Johann.
Grâce à l’exploitation du cuivre et de l’argent depuis 1540 au « Rerobichl » près d’Oberndorf, qui à cette époque-là faisait partie de la commune de St. Johann, le village a acquis de la richesse. Au XVIIe siècle, le puits « Heilig-Geist-Schacht », avec plus de 780 mètres était le puits le plus profond du monde. L’exploitation des mines a continué jusqu’au XVIIIe siècle. En 1875 St. Johann a été relié au réseau ferroviaire international avec la construction de la voie ferrée « Giselabahn ». Par la suite, l’économie était en plein essor. C’était le début du tourisme. En 1927 Oberndorf a été séparée de St. Johann et est devenue une commune indépendante. Depuis 1954, St. Johann a un blason. En 1956, le village est devenu une bourgade.

## Économie et infrastructure

### La circulation
St. Johann au Tyrol est un carrefour régional où se croisent quatre routes nationales : B178 – Loferer Straße, B164 – Hochkönig Straße, B176 – Kössener Straße et B161 – Pass Thurn Straße.
La commune dispose aussi d’une gare où circulent des trains rapides qui est située sur la voie ferrée « Giselabahn », aussi appelée « Salzburg-Tiroler-Bahn ». St. Johann est ainsi relié au réseau ferroviaire international : à Salzbourg, Innsbruck et Munich, via Wörgl.
St. Johann dispose de plus d'un aérodrome pour les avions à moteur et les planeurs. C’est le deuxième plus grand aérodrome au Tyrol.

### Distances
St. Johann est à 65 km de Salzbourg, à 100 km d’Innsbruck et à 125 km de Munich.

### La structure économique
Le tourisme et la gastronomie comptent parmi les secteurs économiques les plus importants. Avec environ 520 000 nuitées par an, St. Johann fait partie des villages touristiques importants du Tyrol. La commune offre des hôtels, des terrains de camping, des discothèques etc. 
Le service, le commerce et les activités commerciales sont en plein essor. St. Johann est le centre commercial du district de Kitzbühel. Le long de la route nationale B178 se sont établies beaucoup de nouvelles entreprises qui profitent de la bonne situation. Depuis l’instauration de la zone piétonne dans les années 90 au centre du village, l’offre économique s’y est améliorée. D’après les statistiques, environ 20 000 personnes profitent de l’infrastructure tous les jours.
À St. Johann il existe des entreprises industrielles comme « Fritz Egger GmbH & Co » qui compte parmi les entreprises importantes dans la production des panneaux d’agglomérés.
L’agriculture a une longue tradition. St. Johann était le grenier du Tyrol et les exploitations ont encore une signification particulière.

## Institutions publiques
À St. Johann il existe quelques institutions publiques qui dépassent le cadre régional, telle que l’hôpital du district, la caserne « Wintersteller » ainsi que le centre de ravitaillement de l’armée – centre logistique ouest de l’armée autrichienne. En plus les institutions suivantes qui ont de l’importance pour la région siègent dans la commune : inspection forestière, centre régional de la chambre d’agriculture, voirie, assistance médicale et sociale, préfecture de police.

## Éducation
- Lycée général avec les filières sciences naturelles et informatique
- Lycée professionnel filière tourisme et hôtellerie

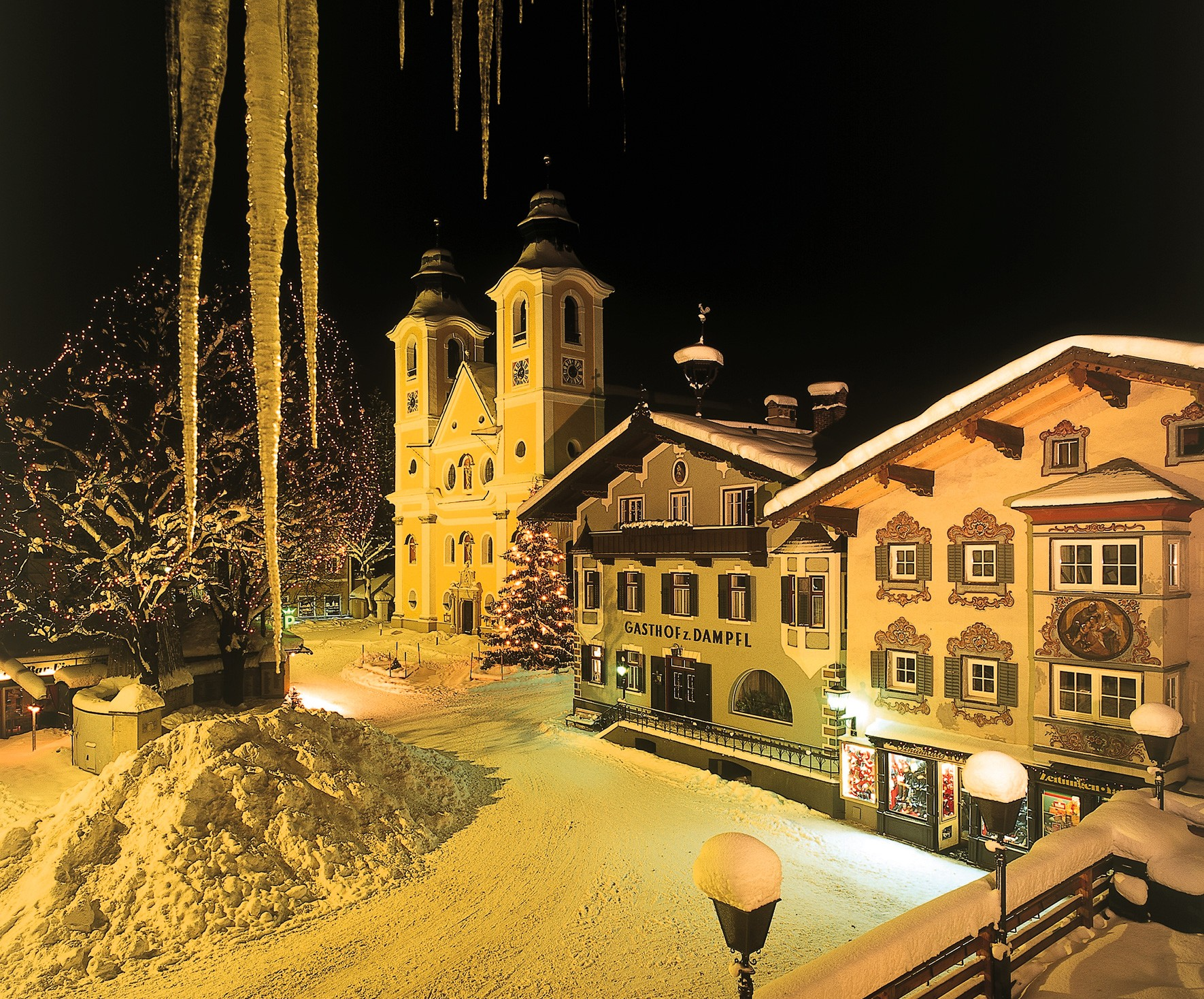

- Lycée agricole de la Weitau
- École de musique
- École polytechnique
- Collèges
- Écoles primaires
- Centre d’éducation spécialisée
- École Montessori
- Université populaire
- Écoles maternelles
- Crèches
- École de danse (ballet,…)

## Culture et curiosités

### Le musée
Un musée local traite de l’histoire de la région. Le bâtiment abrite aussi la galerie de la commune de St. Johann au Tyrol.
Le musée alpin se trouve rue Oberhofenweg.

### Curiosités
- Église paroissiale doyenne
- Chapelle Antoine
- Église St. Nicolas, Weitau
- Centre du village

## Sports

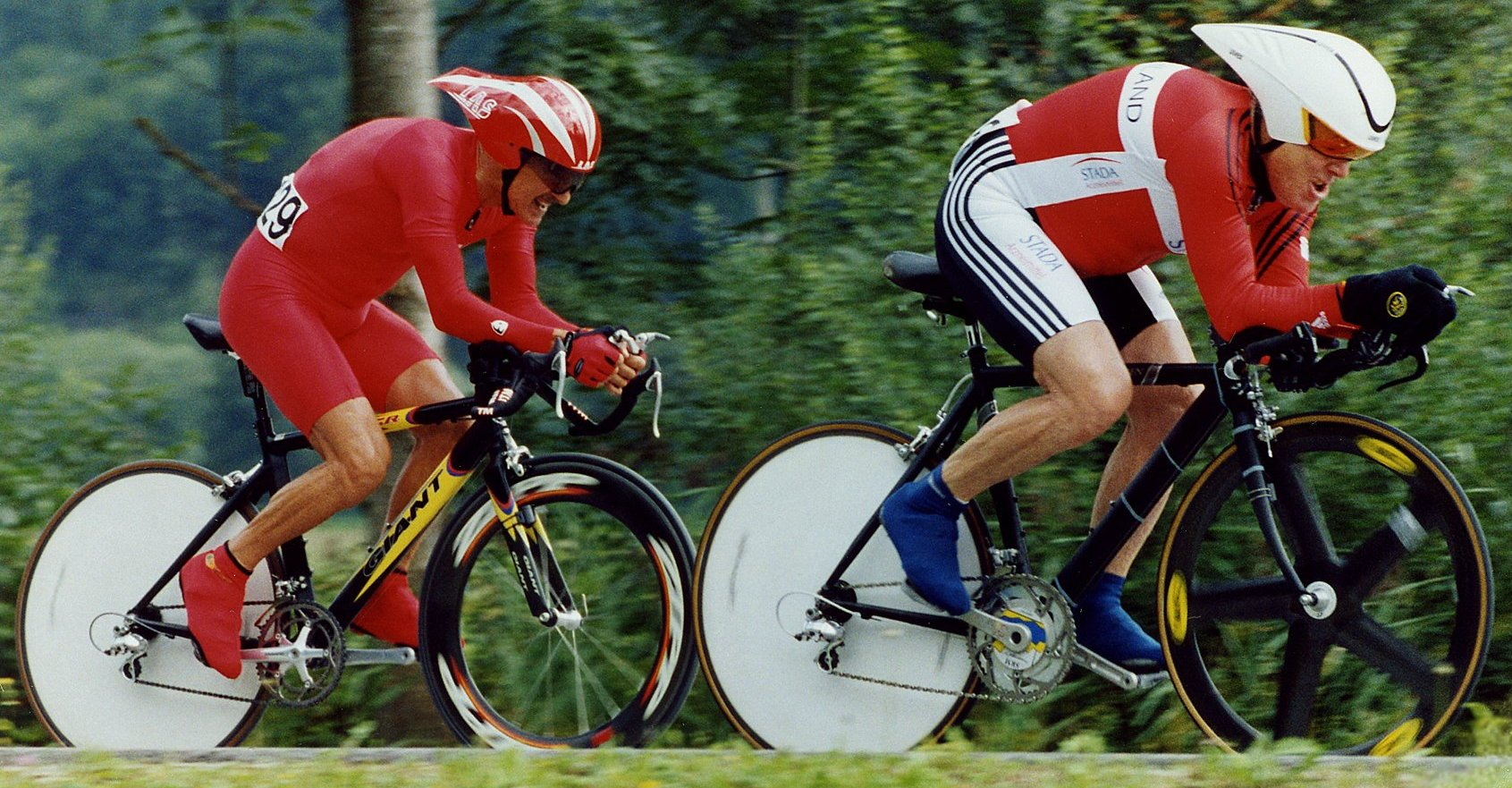
Timetrial-MastersWM

La commune offre aux habitants et aux touristes plusieurs possibilités sportives :
- piscine couverte, piscine en plein air, sauna, bain de vapeur ;
- court de tennis, salle de tennis ;
- mini golf ;
- pistes de V.T.T ;
- pistes cyclables et pédestres;
- terrains de tir à l’arc, de tir à petit calibre, de tir au pistolet, de tir au fusil à air comprimé ;
- parcours fitness ;
- stade (Koasastadion) ;
- manège couvert, hippodrome, piste de trot ;
- 60 km de pistes de ski dont 48 km avec canons à neige, téléphériques, télésièges, remonte-pentes, téléskis pour débutants ;
- pistes de ski de fond ;
- tremplins.

## Manifestations régulières
Depuis 2004, St. Johann dispose d’une salle polyvalente (Kaisersaal) où ont régulièrement lieu des manifestations, des conférences, des concerts de pop et de rock ainsi que de musique classique.
- Koasalauf – une des plus grandes compétitions de ski de fond en Europe (en janvier)
- Jaggasn – fête d’été en juillet
- Championnat du monde cycliste pour les seniors en août
- Knödeltisch – fête avec le plus grand choix de quenelles au monde en septembre

## La politique

### Le conseil municipal
Le conseil municipal où le maire a la présidence est constitué de 19 membres.
Le conseil municipal se compose de (2004) :

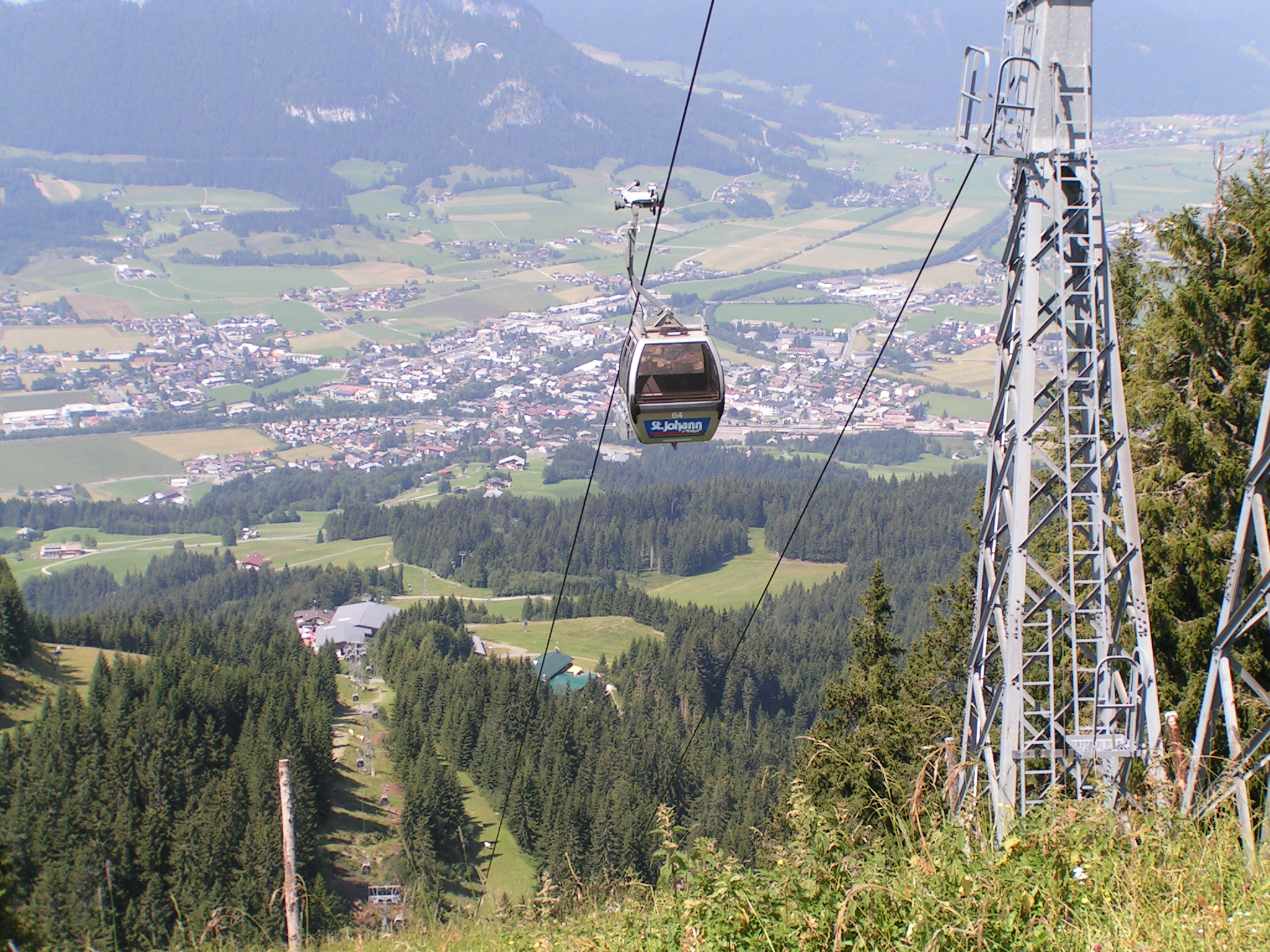
Vue de St. Johann in Tirol du Harschbichl (1604 m); Tirol; Austria

- 9 mandats (ÖVP) ;
- 4 mandats (JU-ST) ;
- 3 mandats (SPÖ) ;
- 3 mandats (Grüne).

### Le comité directeur municipal
Le comité directeur municipal de St. Johann est constitué de sept membres. Le maire a la présidence. Il est élu au suffrage direct par la population. Les deux vices maires sont élus par le conseil municipal.
- Maire - Josef Grander (ÖVP)
- 1er vice-maire – Dr. Georg Zimmermann (ÖVP)
- 2e vice-maire – Hans Peter Springinsfeld (JU-ST)
- Membres du comité directeur municipal :
- Renate Kammerlander (ÖVP)
- Simon Aschaber (ÖVP)
- Johann Grander (SPÖ)
- Siegfried Pürstl (Grüne)

## L’évolution démographique
Le nombre d’habitants augmente constamment. Indices : croissance 2004 : plus 1,8 %, 8 698 habitants (février 2008)

## Affiliations
La commune fait partie du pacte climatique depuis juillet 1997.

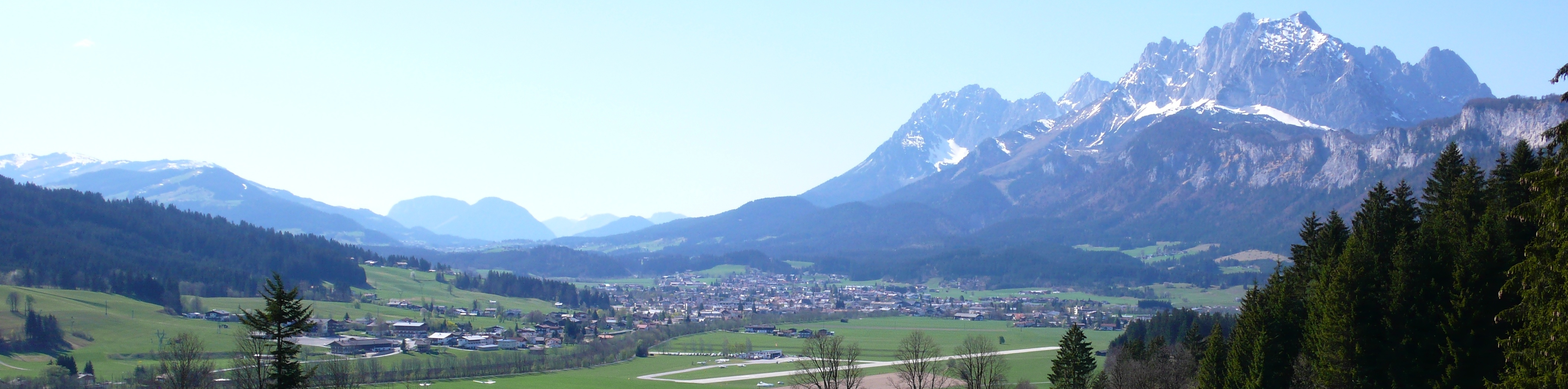
Hiver [http://upload.wikimedia.org/wikipedia/commons/8/88/St.Johann_Kaisergebirge.JPG Printemps

## Les célébrités
- Edmund Angerer (né le 24 mai 1740 à St. Johann ; décédé en 1794 à Fiecht), le compositeur de la Symphonie des jouets.
- Emma Hellenstainer (née le 23 avril 1817 à St.Johann ; décédée le 9 mars 1904 à Meran), pionnière de la gastronomie tyrolienne
- Willi Gantschnigg, ancien détenteur du record mondial de saut à ski
- Stefanie Endstrasser, multiple championne nationale - golf
- Carlos Kammerlander (né le 6 octobre 1989), vice-champion national - combiné nordique
- Andreas Schnederle-Wagner (né le 24 juillet 1981 à St.Johann), vice- champion -Curling
- DJ Ötzi (Gehard Friedle, né le 7 janvier 1971 à St. Johann), animateur et chanteur

## Les villes jumelées
- Redford (États-Unis)
- Fuldabrück (Allemagne)
- Rovaniemi (Finlande)
- Valeggio sul Mincio (Italie)